# Liste der Kulturgüter in Müntschemier
Die Liste der Kulturgüter in Müntschemier enthält alle Objekte in der Gemeinde Müntschemier im Kanton Bern, die gemäss der Haager Konvention zum Schutz von Kulturgut bei bewaffneten Konflikten, dem Bundesgesetz vom 20. Juni 2014 über den Schutz der Kulturgüter bei bewaffneten Konflikten sowie der Verordnung vom 29. Oktober 2014 über den Schutz der Kulturgüter bei bewaffneten Konflikten unter Schutz stehen.
Es sind weder A-Objekte noch B-Objekte auf dem Gemeindegebiet ausgewiesen, Objekte der Kategorie C fehlen zurzeit (Stand: 24. März 2024). Unter übrige Baudenkmäler sind Objekte zu finden, die im Bauinventar des Kantons Bern als «schützenswert» verzeichnet sind.

## Übrige Baudenkmäler
Hinweis: Als Objekt-Identifikator (ID) wird die Grundstücksnummer verwendet.
| ID  | Foto |                 | Objekt                          | Typ | Standort                          | Beschreibung |
| --- | ---- | --------------- | ------------------------------- | --- | --------------------------------- | ------------ |
| 297 | BW   | Datei hochladen | Speicher (1772)                 | G   | Dorfstrasse 23 577522 / 204978    |              |
| 443 | BW   | Datei hochladen | Bauernhaus (Mitte 19. Jh.)      | G   | Dorfstrasse 11 577582 / 204974    |              |
| 516 | BW   | Datei hochladen | Doppelbauernhaus (1828)         | G   | Dorfstrasse 19 577542 / 204996    |              |
| 543 | BW   | Datei hochladen | Bauernhaus (1845)               | G   | Dorfstrasse 12 577565 / 205019    |              |
| 543 | BW   | Datei hochladen | Speicher (1752)                 | G   | Dorfstrasse 12a 577596 / 205037   |              |
| 559 | BW   | Datei hochladen | Bauernhaus (2. Viertel 19. Jh.) | G   | Dorfstrasse 20 577566 / 205048    |              |
| 593 | BW   | Datei hochladen | Villa (1919)                    | G   | Bahnhofstrasse 13 577504 / 204818 |              |

Hinweis zur Legende: Anstelle der KGS-Nummer wird als Objekt-Identifikator (ID) die Grundstücksnummer verwendet.